# Сантьяго Махо, Родриго Альфредо де
Родриго Альфредо де Сантьяго Махо (исп. Rodrigo Alfredo de Santiago Majo; 23 сентября 1907, Баракальдо — 30 сентября 1985, Ла-Корунья) — испанский скрипач, дирижёр и композитор.
Окончил консерваторию Бильбао, где среди его педагогов были, в частности, Арман Марсик, Хесус Гуриди и Хосе Саинс Басабе. Под влиянием, прежде всего, Гуриди Сантьяго заинтересовался баскским музыкальным материалом; своему педагогу он посвятил раннее сочинение — Баскскую фантазию «Лаунакуа» (1926). В 17-летнем возрасте начал играть на скрипке в Симфоническом оркестре Бильбао.
Родриго де Сантьяго наиболее известен как дирижёр духовых оркестров. В 1930 г. он занял пост второго дирижёра в духовом оркестре города Эрандио, затем в 1931—1936 гг. возглавлял оркестр в городке Мургия (ныне в составе муниципалитета Суйя), в 1940—1947 гг. — в городе Валенсия-де-Дон-Хуан (руководя также городской музыкальной школой). В 1947—1964 гг. Сантьяго работал в Ла-Корунье, возглавляя одновременно духовой и симфонический оркестры города, а в 1951—1963 гг. также и городской смешанный хор; кроме того, он преподавал гармонию и композицию в городской консерватории. Наконец, в 1967—1977 гг. Сантьяго был главным дирижёром Муниципального симфонического духового оркестра Мадрида.
Значительная часть композиторского наследия Родриго де Сантьяго основана на баскском и галисийском музыкальном материале, о чём говорят и названия произведений: Баскский концерт для фортепиано с оркестром, Симфоническая сюита «Четыре страницы из галисийской музыки» и т. д.
Именем Родриго де Сантьяго названа улица в Ла-Корунье.